# Zeh Rocha
Zeh Rocha (Recife, 1 de abril de 1954) é cantor e compositor brasileiro.

## Carreira
Da mesma geração de Lenine, Lula Queiroga, Erasto Vasconcelos, Bráulio Tavares, seus parceiros em diversas canções, no final dos anos setenta realizou articulação entre os músicos e liderou o Projeto Mural no Centro de Cultura Luís Freire em Olinda, Pernambuco, que visava uma produção independente. Sua última produção foi o CD independente loas, lendas e luas.
Zeh Rocha, vem sendo apontando pela crítica musical nacional, como um dos mais talentosos cantautores brasileiros. Em plena atividade cultural, ele vem incursionando desde a década de 80 quando iniciou sua carreira profissional, em outras áreas culturais. No Teatro, onde criou as trilhas de espetáculos teatrais, como Botaboca na Tuba (teatro universitário boca aberta, ligado a UNICAP-PE), Os Negros (Jean Genet), Capitães de Areia, de Jorge Amado, Historinhas de Dentro (peça infantil de Samuel Santos, encenada pelo grupo pernambucano Quadro de Cena). Trabalhou como produtor musical, no CD da cantora Rozze Domingues, lançado pelo selo Via Som Music, foi repórter nos principais jornais de Pernambuco, seu estado natal, enquanto cursava jornalismo.
Gravou em 2006, o CD Tear, que contou com parcerias de Jessier Quirino, Adriano Marcena, Cláudio Noah, Lenine, Erasto Vasconcelos, tendo participações do Maestro Spok, Cezinha do Acordeon, Geraldo Maia, Carolina Pinheiro, entre outros artistas pernambucanos.
O estilo musical do conceituado compositor é bastante elogiado, não só pelo seu ecletismo, evidente em seus dois CDs já lançados, em tantas outras canções gravadas por grandes intérpretes da MPB, como Lenine, Elba Ramalho, Boca Livre, Carol Sabóia, Geraldo Maia, Chico Salles, Céu da Boca, Eliane Ferraz, ângela Barreto, Somos Uno, Vicente Barreto, mas, por suas belas construções harmônicas que nascem da sua intimidade e maestria ao violão, instrumento típicamente brasileiro. Neste ano de 2013, o artista pernambucano lança o seu mais recente projeto musical, o DVD Transfinito, que conta com 12 canções, 10 inéditas, em parceria com Xico Bizerra, Wilson Freire, Allan Sales, Anny Dias, Juca Filho ,Juliano Holanda, que é diretor musical, além de participar como músico, arranjador. A direção de vídeo é de Wilson Freire, da Candieiro Produções, a direção cênica é de Adriano Marcena, e foi gravado pelo estúdio fábrica, no teatro luiz Mendonça, em Boa Viagem, em Recife, Pernambuco.

Zeh Rocha é sem dúvida, um dos mais admirados e fecundos autores da nova safra da Müsica Popular no Brasil, que traz o traço da modernidade com influências nítidas da diversidade musical existente no seu estado natal, Pernambuco.